# Children (Robert Miles)
"Children" is een nummer van de Zwitsers-Italiaanse dj Robert Miles, oorspronkelijk alleen in Italië en Zwitserland op single uitgebracht in januari 1995. De "dream" heruitgave werd in februari 1996 op single uitgebracht. Deze versie is de eerste single van zijn debuutalbum Dreamland, eveneens uit 1996.

## Achtergrond
De single werd wereldwijd een grote danshit. In Miles' thuisland Zwitserland werd de single een nummer 1-hit, net zoals in veel andere Europese landen en in de Eurochart Hot 100. 
In Nederland was de single in week 6 van 1996 Megahit op Radio 3FM en werd een gigantische hit. De single bereikte de 3e positie in zowel de publieke hitlijst; de Mega Top 50 op toen Radio 3FM als de Nederlandse Top 40 op destijds Radio 538 en Dancesmash. 
In België bereikte de single de 2e positie in zowel de Vlaamse Ultratop 50 als de Vlaamse Radio 2 Top 30. In de Waalse Ultratop 50 werd de 10e positie behaald.
Sinds de editie van december 2017 staat de single genoteerd in de jaarlijkse NPO Radio 2 Top 2000 van de Nederlandse publieke radiozender NPO Radio 2, met als hoogste notering een 1070e positie in 2024.

## Nummer info
Robert Miles gaf twee verklaringen voor het verhaal achter "Children". Zijn vader had hem na een humanitaire missie in het voormalige Joegoslavië foto's laten zien van kindslachtoffers die waren gevallen tijdens de Joegoslavische oorlogen. De andere verklaring, geïnspireerd door zijn carrière als dj, was om een rustige track te maken die aan het eind van een draaisessie zou worden afgespeeld, om zo bezoekers te kalmeren voor hun terugreis, om dodelijke verkeersongevallen te verminderen.
De videoclip die volledig in zwart-wit is opgenomen, toont een kind op de achterbank van een Volkswagen Jetta II uit 1990 door het raam naar buiten kijkend, rijdend door Europa.
In 1998 maakte de groep Tilt een nieuwe versie van het nummer. 
De melodie die in het nummer wordt gebruikt is een sample uit een lied van Garik Sukachov ("Napoi menia vodoi"). Sukachov vertelde in een interview in 2011 dat hij zijn toestemming hiervoor had gegeven.

## NPO Radio 2 Top 2000
| Nummer met noteringen in de NPO Radio 2 Top 2000 | '17  | '18  | '19  | '20  | '21  | '22  | '23  | '24  |
| ------------------------------------------------ | ---- | ---- | ---- | ---- | ---- | ---- | ---- | ---- |
| Children                                         | 1598 | 1623 | 1516 | 1265 | 1325 | 1217 | 1106 | 1070 |

1. ↑  Een vetgedrukt getal geeft de hoogste notering aan.
2. ↑  2017 was het eerste jaar met een notering voor dit nummer.